# Orden der verrückten Hofräthe

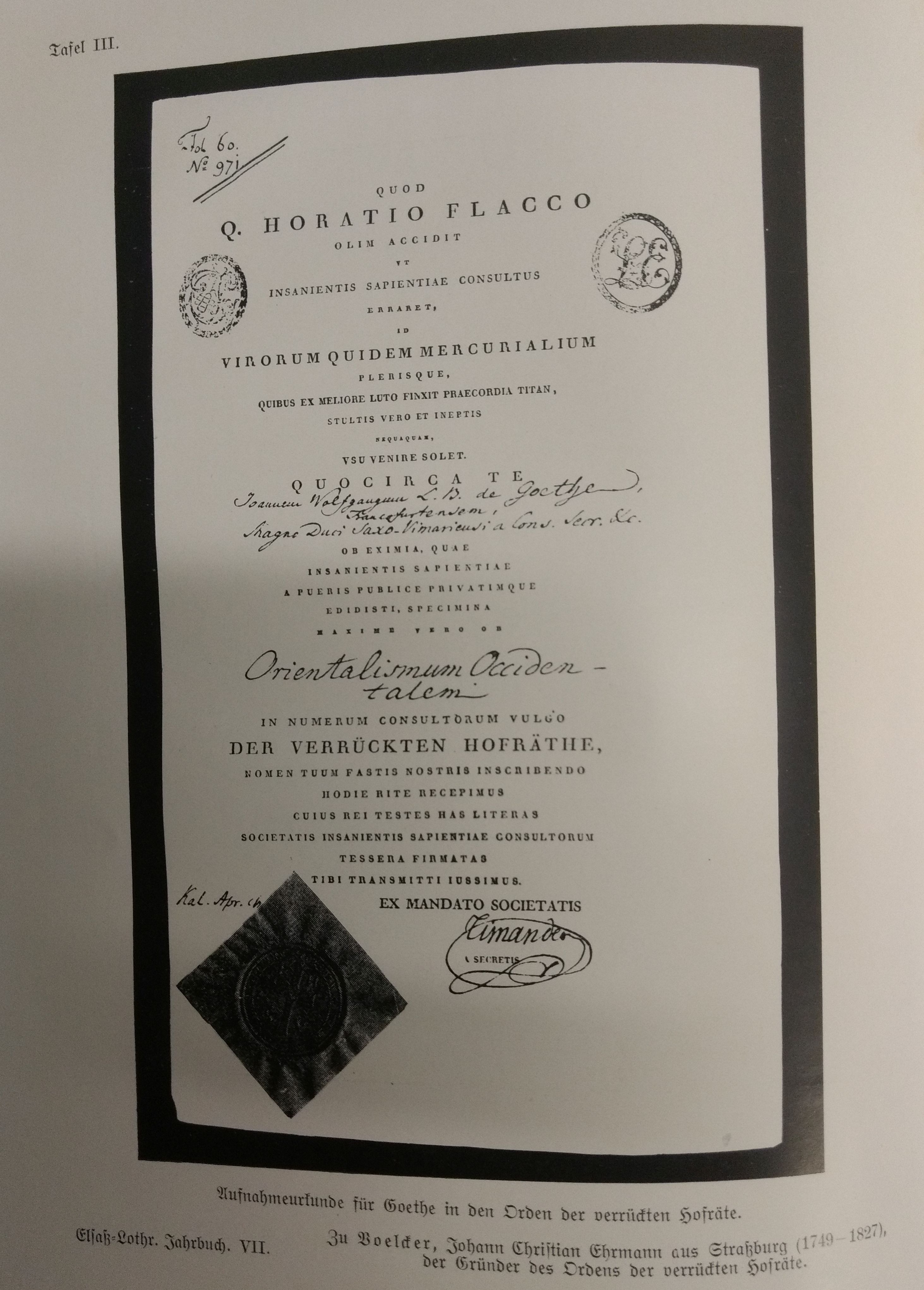
Aufnahmeurkunde für Goethe

Der Orden der verrückten Hofräthe wurde 1809 von dem Frankfurter Arzt Johann Christian Ehrmann und dem Rektor des Gymnasiums Friedrich Christian Matthiä gestiftet, indem Ehrmann mit der ersten ausgestellten Urkunde seinen Freund Matthiä in den Orden aufnahm.

## Geschichte
An das breitere Publikum wandte sich am 13. Juni 1809 ein satirischer Beitrag in der im Verlag Philipp von Zabern bis zum Verbot 1822 erscheinenden Mainzer Zeitung, der formal an Ehrmann gerichtet war: Die anonym erschienene „Adresse an den ehrwürdigen Timander, Großmeister des menschlichen Ordens der Verrücktheit“ wird teilweise der Feder Matthiäs zugeschrieben. Anregung und Vorbild waren also nicht die religiösen Ordensgemeinschaften, sondern die im Zuge der Aufklärung der zweiten Hälfte des 18. Jahrhunderts entstandenen Diskreten Gesellschaften, die ihre Vorbilder teilweise in der Freimaurerei und den Studentenorden hatten. Ehrmann war in dieser Gedankenwelt nicht ohne eigene Erfahrung. Bereits 1778 fand er Kontakt zu dem dann in Hanau lebenden späteren Illuminaten Adolph Freiherr Knigge, in dessen kurzlebigem Orden für vollkommene Freunde er neben Luise zu Stolberg, Gottfried Herder, Friedrich Maximilian Klinger und Auguste Pattberg Mitglied wurde.
Emil Rödiger beschreibt den Umfang der Ordensaktivitäten der verrückten Hofräthe in der Allgemeinen Deutschen Biographie Ehrmanns:

„Das mit dem Datum des 1. April ausgefertigte und „Timander“ unterzeichnete Diplom wurde von 1809 bis 1820 an etwa 700 meist geistig hervorragende und bedeutende Männer – auch an einige Frauen – gesandt, aus Anlaß irgend einer zufälligen und unschuldigen, nicht immer lächerlichen Ursache, oder auf Grund einer Eigenthümlichkeit in deren Leben.“

Jeder solchermaßen Geehrte bekam einen individuellen lateinischen Spruch mit angedeuteter Begründung, der jeweils mit „ob“ (wegen) begann. Pflichten waren mit der Verleihung des Ordens für die so Ausgezeichneten nicht verbunden. Sie mussten im Zweifel nur mit der erwiesenen Aufmerksamkeit umgehen können. Um 1820, kurz vor dem Tode Matthiäs, wurden die Ordensaktivitäten wegen einer eingetretenen unüberbrückbaren Meinungsverschiedenheit zwischen den beiden Stiftern eingestellt.

## Verleihungen
Die wohl bekannteste Verleihung erfolgte im 1815 an Johann Wolfgang von Goethe, den Ehrmann bereits aus Straßburger Zeit persönlich kannte. Die Bekanntschaft zwischen den beiden wurde später in Frankfurt im Hause des Geheimraths Johann Jakob von Willemer weiter gepflegt. Goethe lernte so in den Jahren 1814/15 die dritte Frau von Willemers, Marianne von Willemer kennen und schätzen, vgl. Der Sommer auf der Gerbermühle und in Heidelberg (1815). Er setzte ihr später im „Buch Suleika“ des „West-östlichen Divans“ ein literarisches Denkmal. Goethe vermerkte die Ehrung durch Ehrmann und Matthiä am 2. August 1815 in seinem Tagebuch. Goethes Urkunde enthielt den Zusatz „ob orientalismum occidentalem“, obwohl er sich selbst im Gespräch mit Sulpiz Boisserée „ob varietatem scientiarum“ erträumt hatte. Marianne von Willemer, als eine der wenigen Frauen unter den Empfängern der Anerkennung, wurde mit einem passenden „ob crepidam orientalem“ bedacht.
Weitere prominente Empfänger waren nach Paul Beck (1898):
- Der Schriftsteller Jean Paul, der von Ehrmann bereits 1809 durch die Verwendung seines Namens als Pseudonym geärgert worden war, mit dem Zusatz „ob iram et studium“[7]
- Der Kunsthistoriker, Förderer des Kölner Doms und Freund Goethes Sulpiz Boisserée mit der Anmerkung „ob architectonice mensuratam in crepusculo turrem Cathedralis Argentinensis“[7]
- Der Philologe Friedrich Creuzer mit dem Bemerken „ob pocula mystica“[7]
- Der Schauspieler August Wilhelm Iffland wurde „ob Cocardam et quorsum“ bedacht[7]

Die musterhafte Wiedergabe des transkribierten Textes der Urkunde für den Frankfurter Buchhändler Carl Christian Jügel findet sich ebenfalls in der kurzen Darstellung Becks.
Weitere (damals) prominente Ordensritter werden in dem Beitrag Der Ritterbund mit dem Orden des Uebergangs zu Wetzlar und der Orden der verrückten Hofräthe  in den Blättern für literarische Unterhaltung von 1852 genannt. Es sind dies
- Der Schriftsteller Franz Joseph Molitor:

„ob Synthesia dynamicam Historiae et ob exstirpationem Triplicabilis in principio Identitatis indiscernbilium Leibnizzi.“

- Der Rektor des Leopoldinum Johann David Köhler in Detmold:

„ob Chorum te autore et didascalo in lustratione publica gregis literarii cule ita exhibito“

Hektor ist erschlagen,
Aus ist unsere Not;
Hektor ist erschlagen,
Hektor todt, todt, todt!
- Der damalige Frankfurter Konrektor Georg Friedrich Grotefend:

„ob si quid cuneandum sit, et ob curriculum vitae metrice elaboratum.“

- Der dichtende Förster Ludwig von Wildungen:

„ob tentamine Hortensia gloriosa cum emendando solis per tenestras coloratas.“

- Der … Sontag (?):
- Der schriftstellernde kaiserliche Rat Johann Friedrich Heinrich Schlosser:

„ob Jordani Bruni versum integrum ingeniose fractum et barbare redditum.“

- Der Dichter Ernst Moritz Arndt:

„ob anticipationem Tomi tertii.“

- Der Historiker Friedrich Christoph Schlosser:

„ob Iconoclasmum.“

- Der Laufraderfinder Karl Drais:

„ob inventorum nov - antiquorum insignem multitudinem.“

- Der Musikverleger Nikolaus Simrock:

„ob sapientiam paedagogicam jampridem Lutetiae Parisiorum sub rheda quaesitam et cognitam.“

- Der Romanist Johann Valentin Meidinger:

„ob dignitatem Professoriam ab amplissimo Senatu rite impetratam.“

- L. D. Sassoy (?)
- Cladny
- A. André
- Der Hofrat Georg Peter Dambmann:

„ob Magistrum Drum“

 wegen folgender von ihm verfasster Verse:
Rufet, Brüder Heil und Segen.
Uns'rem theuern Meister drum!
- Der Anatom und Zoologe Philipp Jakob Cretzschmar:

„ob experimentum Hudibraseum in Urso reiteratum.“

- Der württembergische Kultusminister Karl August von Wangenheim:
- Der Universalgelehrte Johann Heinrich Jung-Stilling:
- Die Dichterin Auguste Pattberg:

„ob virtutem hemerae“